# Oude Landen

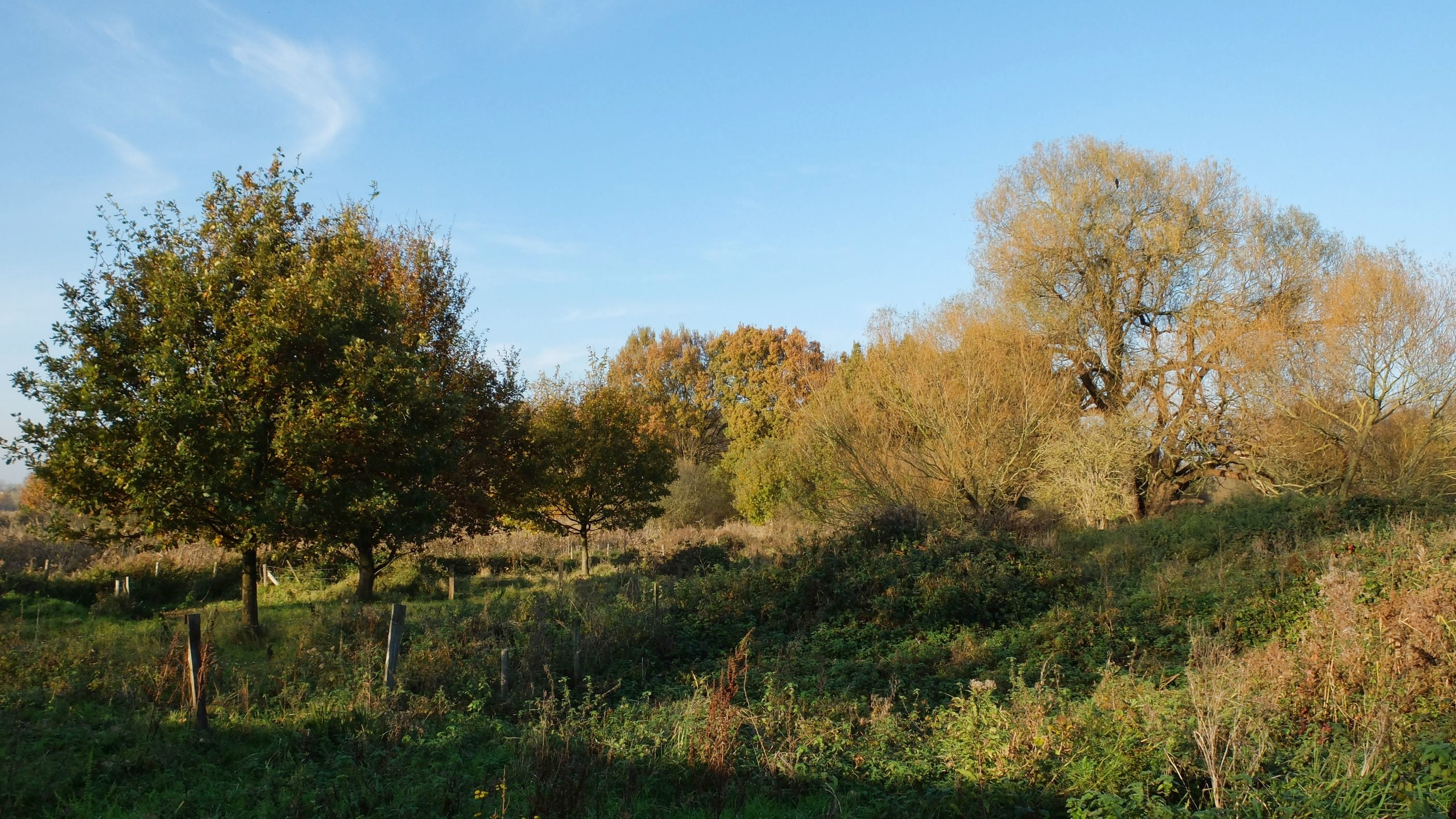
Het natuurgebied de Oude Landen in Ekeren, Antwerpen

De Oude Landen is een 100 ha groot natuurgebied bij Ekeren in Antwerpen. Het is sinds 1980 een beschermd landschap. In 2002 werd het bovendien erkend als Vlaams natuurreservaat. De Oude Landen wordt beheerd door Natuurpunt.

## Geschiedenis

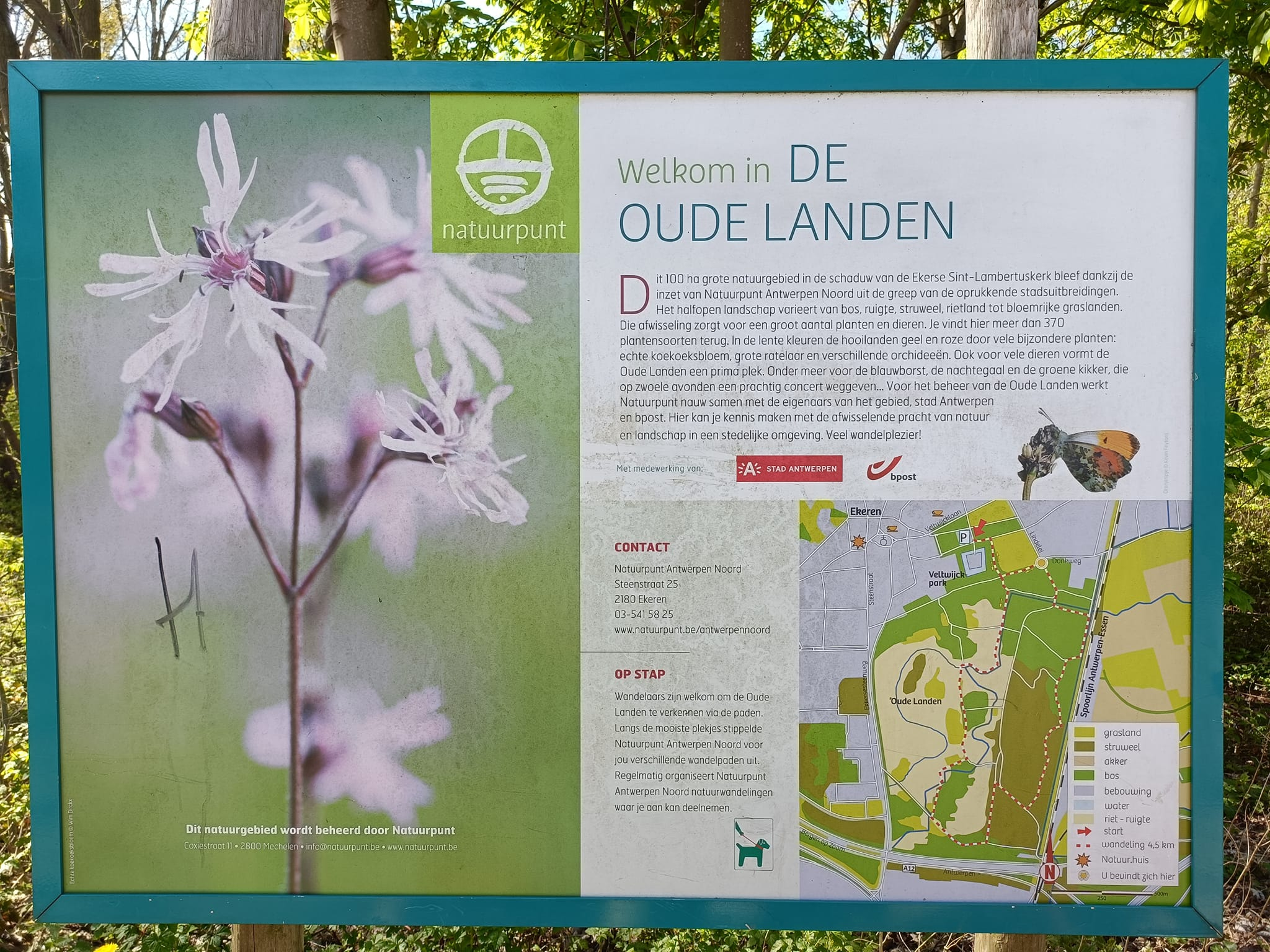

Het reservaat is gelegen op het voormalige militair domein Kazerne Luchtbal. Het hoort sinds 2019 (net zoals tot 1929) bij Ekeren. Van 1929 tot 2018 hoorde het gebied bij de stad, later district Antwerpen. In de jaren 1970 kwam het domein in de handen van de stad Antwerpen en De Post. De stad richtte de kazerne in als politieschool en had bedoeling om van de Oude Landen een woonwijk te maken. Na protest hiertegen werd het een natuurgebied.
De naam verwijst vermoedelijk naar het feit dat dit land tijdens de eerste inpoldering in de 11de eeuw werd gewonnen.

## Ligging
Het reservaat ligt in de vallei van de Oudelandse Beek en bestaat uit rietkragen, poldergronden en oude spoorwegbermen. In het zuiden knoopt het reservaat aan met de vallei van de Laarse Beek.
Oude Landen wordt begrensd door het snelwegknooppunt E19/A12, spoorlijn 12, de N114 (Ekersesteenweg) en het centrum van Ekeren. Aan de grens van het reservaat ligt het Veltwijckpark. Dit park bevat het kasteel van Veltwijck uit de 16de eeuw.

## Fauna en Flora
Het gebied staat bekend om de orchideeënrijkdom en een grote populatie aan rietvogels.
Fauna
- Vogels - kleine karekiet, blauwborst, bosrietzanger torenvalk, fazant, rietgors, nachtegaal en buizerd
- Zoogdieren - onder meer gewone vos en konijn

Flora
- Orchideeën - grote keverorchis, moeraswespenorchis, bijenorchis, vleeskleurige orchis, bosorchis en rietorchis
- Slangenkruid, muurpeper en zwarte toorts
- Berk, wilg en appelboom

## Beheer
De Oostelijke helft van het reservaat wordt permanent begraasd door Galloway-runderen. Het Westelijke deel daarentegen wordt slechts van Augustus tot December begraasd om verstoring van broedende rietvogels te vermijden. Verder wordt op een aantal schraalgraslanden een hooilandbeheer gevoerd waarbij men deze één tot twee keer per jaar maait en afvoert. Dit is nodig om eutrofiëring tegen te gaan en op die manier zeldzame plantensoorten zoals orchideeën te beschermen. 

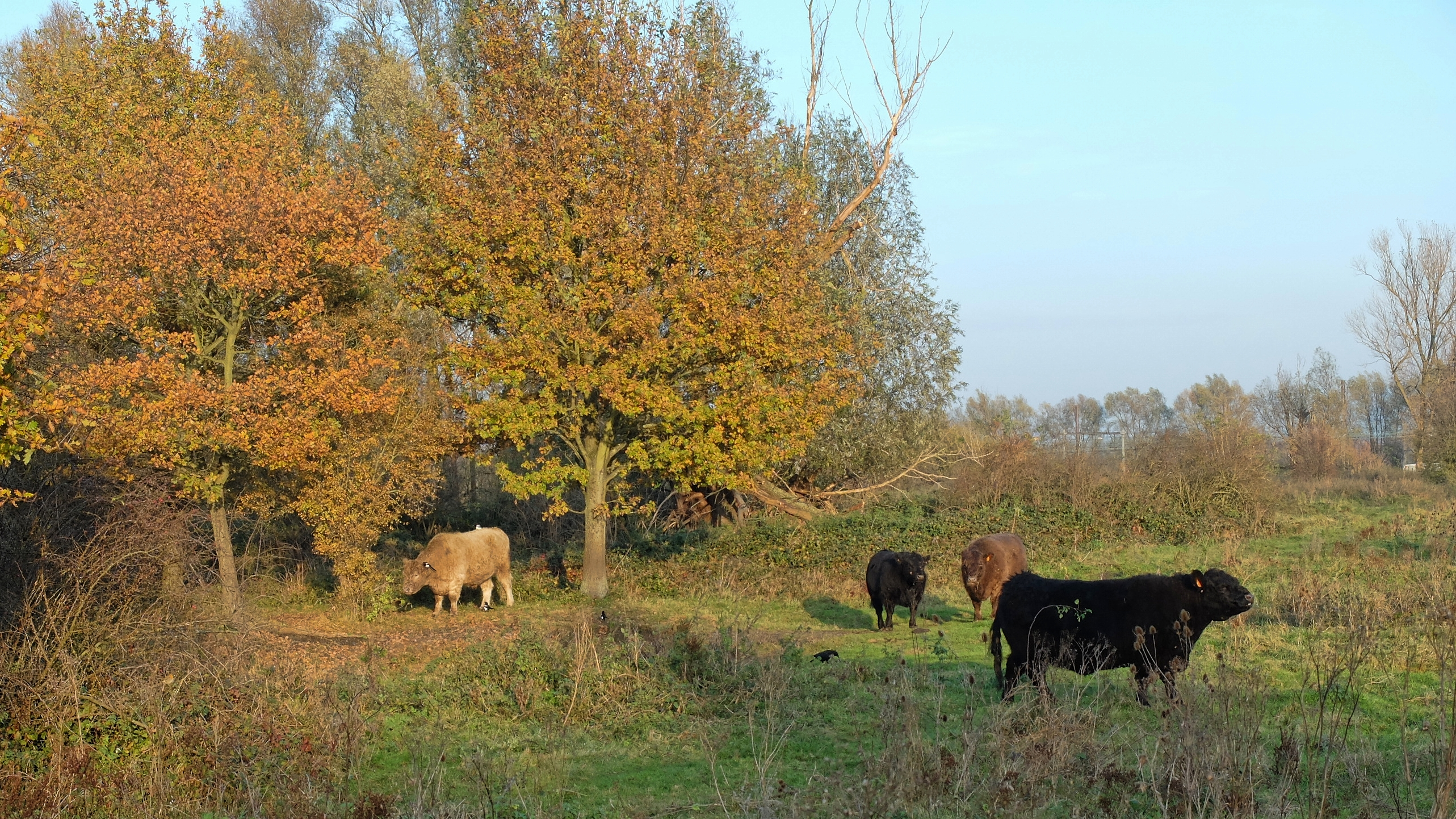
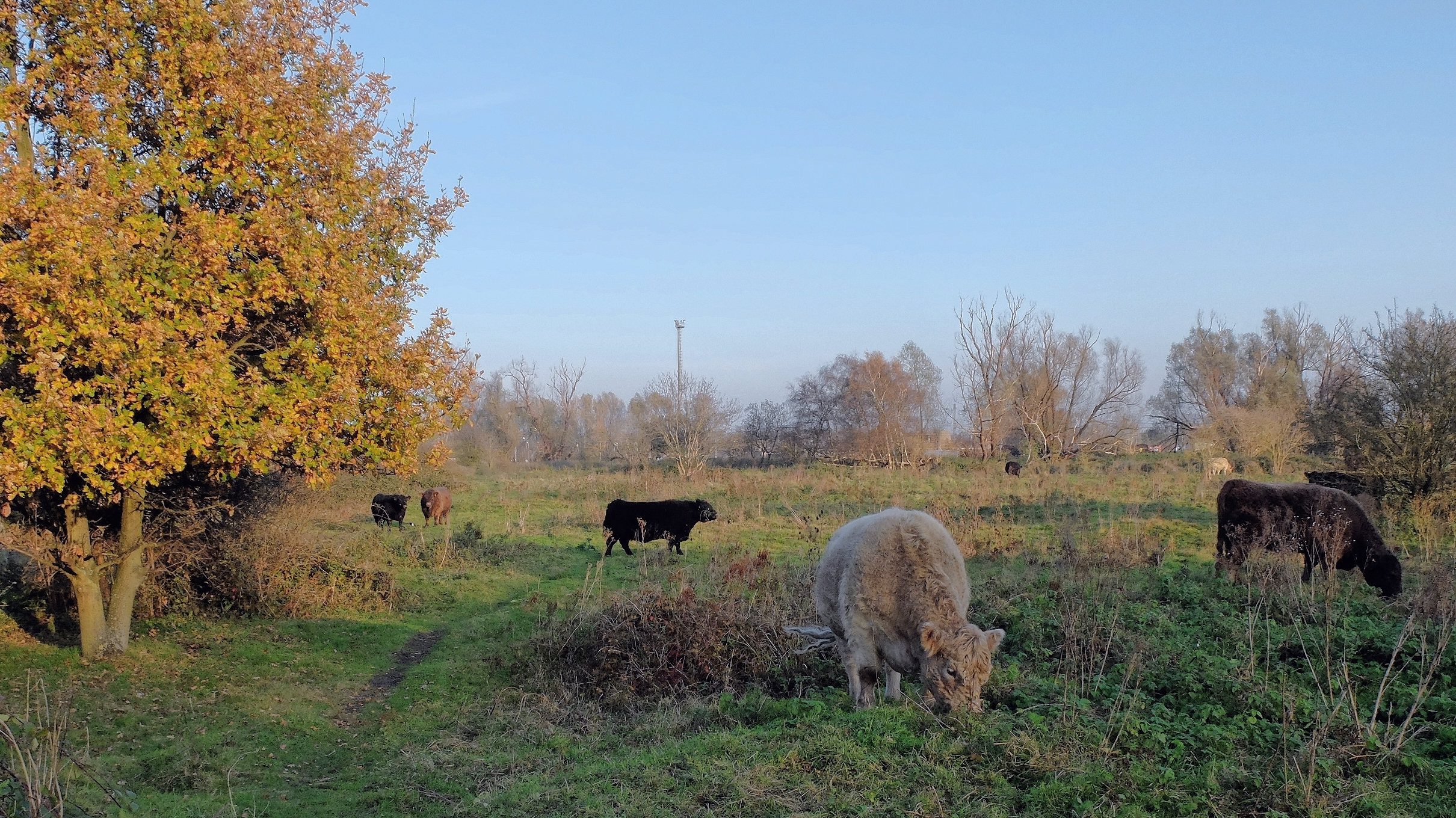

## Ontmijning
Dovo gebruikt het natuurgebied om bommen en explosieven van terroristen en drugsdealers onschadelijk te maken.